# Rivière Sainte-Marguerite (vattendrag i Kanada, lat 50,14, long -66,60)
Rivière Sainte-Marguerite är ett vattendrag i Kanada.   Det ligger i provinsen Québec, i den östra delen av landet, 800 km nordost om huvudstaden Ottawa.